# 土屋礼一
土屋 礼一（つちや れいいち、1946年2月28日 - ）は、日本画家。本名は土屋 禮一（つちや れいいち）。日本芸術院会員、日展副理事長、金沢美術工芸大学名誉教授・客員教授。

## 来歴
岐阜県養老郡養老町出身。岐阜県立大垣南高等学校、武蔵野美術大学卒業後、加藤東一に師事。
日展理事、武蔵野美術大学客員教授、金沢美術工芸大学教授。代表作『赤い沼』は文化庁に買い取りを受けている。
1998年、師の加藤東一が描く予定だった、瑞龍寺（岐阜市）本堂障壁画を描く。この時より、本名の、土屋禮一名義で、作品を発表。
2007年に「軍鶏」で日本芸術院賞受賞。
2009年、日本芸術院会員。
2011年、隅田川花火大会花火コンクールの審査委員長を歴任。
2019年（令和元年）、 宮内庁の委嘱により、大嘗祭の後の、大響の儀に飾る、主基地方（京都府）風俗歌屏風（六曲一双）を担当する（和歌は、永田和宏が担当）。

## 著書
- 土屋禮一『土屋禮一画集』求龍堂、2013年1月1日。ISBN 978-4763012210。
- 土屋礼一『土屋礼一 ふるさとへの道（新現代日本画家素描集）』日本放送出版協会、1993年1月。ISBN 978-4140091944。
- 土屋礼一『龍の本』ビジョン企画出版社、2002年4月。ISBN 978-4899790075。
- 土屋礼一（監修）、平光明彦『土屋輝雄作品集』求龍堂、2006年2月1日。ISBN 978-4763006172。

## 家族
- 父 - 日本画家の土屋輝雄（1909年 - 1962年）[1]。
- 息子 - ミュージシャン（RAG FAIRおよびズボンドズボン所属）の土屋礼央[4]。